# WASP-19 b
WASP-19 b, également nommée Banksia, est une planète extrasolaire, remarquable pour être caractérisée par une des plus courtes périodes orbitales connue en 2013 et cela pour toutes les planètes connues : 0,788 839 9 jours soit environ 18,932 heures. Elle a une masse légèrement supérieure à celle de Jupiter (1,114 masses de Jupiter), mais elle a un rayon beaucoup plus grand (1,31 fois celui de Jupiter, soit 0,13 rayons solaires) ; c'est une taille comparable à celle d'une étoile de faible masse.
Elle orbite autour de l'étoile WASP-19 dans la constellation des Voiles, située à 270 ± 2 parsecs soit 882 ± 6 années-lumière. Elle possède actuellement en 2013 la période la plus courte découverte pour un Jupiter chaud, car les planètes ayant des périodes orbitales plus courtes sont de composition rocheuse, métallique ou dégénérée.
En 2013, les données recueillies par le télescope ASTEP ont pu mettre en évidence des éclipses secondaires et des phases orbitales, soit une première pour des télescopes d'observations au sol. Cela a été possible en raison de la grande taille de la planète et de son petit demi grand-axe.

## Atmosphère
En décembre 2013, des scientifiques travaillant avec le télescope spatial Hubble ont signalé avoir détecté de l'eau dans l'atmosphère de l'exoplanète,.
En septembre 2017, des astronomes utilisant le Très Grand Télescope à l'Observatoire européen austral ont signalé la détection de monoxyde de titane (TiO) dans l'atmosphère de WASP-19 b. C'est la première fois que de l'oxyde de titane a été détecté dans une atmosphère d'exoplanète. Les découvreurs ont également détecté du sodium et une brume diffuse dans l'atmosphère; ils ont également confirmé la présence de l'eau.